# Bulbul coronat de Palawan
El bulbul coronat de Palawan (Alophoixus frater) és una espècie d'ocell de la família dels picnonòtids (Pycnonotidae). És endèmic de les Filipines. Els seus hàbitats principals són els boscos tropicals i subtropicals de frondoses humits de les terres baixes i de l'estatge montà, les plantacions i les àrees forestals fortament degradades. El seu estat de conservació es considera de risc mínim.